# Saint-Escobille
Saint-Escobille è un comune francese di 473 abitanti situato nel dipartimento dell'Essonne nella regione dell'Île-de-France.

## Società

### Evoluzione demografica
Abitanti censiti